# Lara Gut-Behrami
Lara Gut-Behrami, nata Gut (Sorengo, 27 aprile 1991), è una sciatrice alpina svizzera.
Atleta di punta della squadra elvetica tra la fine degli anni 2000 e la metà degli anni 2020, nel suo palmarès vanta, fra l'altro, un oro e tre medaglie olimpiche complessive, nove medaglie e due titoli iridati (supergigante e slalom gigante a Cortina d'Ampezzo 2021), due Coppe del Mondo generali, sei di supergigante e una di slalom gigante.
Sposata dal 2018 con l'ex calciatore della nazionale elvetica Valon Behrami, ha aggiunto al proprio il cognome del coniuge ed esso figura anche nelle liste FIS dalla stagione 2018-2019.

## Biografia
Nata a Sorengo e cresciuta a Comano da padre svizzero (Pauli Gut, originario di Airolo) e madre italiana (Gabriella Almici, cresciuta a Delémont ma originaria di Zone, in Lombardia), ha iniziato a sciare sulle nevi di Airolo. Lara Gut, che possiede sia la cittadinanza svizzera che quella italiana, parla correntemente italiano, tedesco, francese, inglese e spagnolo. È sorella di Ian, a sua volta sciatore alpino.

### Stagioni 2007-2008
Ha esordito in gare FIS il 22 agosto 2006 a Las Leñas. Il 16 gennaio 2007 ha esordito in Coppa Europa nel supergigante di Sankt Moritz, chiudendo al 45º posto, mentre nel marzo successivo ai Mondiali juniores di Altenmarkt-Zauchensee/Flachau ha vinto la medaglia d'argento nella discesa libera. 16 marzo dello stesso anno ha quindi colto il suo primo podio in Coppa Europa, il 2º posto nella discesa libera di Santa Caterina Valfurva.
Il 28 dicembre 2007 ha disputato la sua prima gara di Coppa del Mondo prendendo parte allo slalom gigante di Lienz, senza classificarsi. Nella stessa stagione in Coppa Europa ha conquistato dodici podi, con sette successi tra i quali quattro vittorie in quattro giorni a Caspoggio (quella del 15 gennaio in discesa libera è stata anche il suo primo successo nella competizione); a fine stagione è risultata vincitrice sia della classifica generale, sia di quelle di discesa libera e di supergigante. Sempre nel 2008, Gut è andata per la prima volta a punti in Coppa del Mondo grazie al suo primo podio, il 3º posto nella discesa libera di Sankt Moritz del 2 febbraio, mentre ai Mondiali juniores di Formigal ha bissato la medaglia d'argento nella discesa libera vinta l'anno precedente.

### Stagioni 2009-2013
Il 20 dicembre 2008 ha ottenuto, in supergigante sulla pista di Sankt Moritz dove già aveva ottenuto il primo podio in Coppa del Mondo, la prima vittoria, precedendo al traguardo la connazionale Fabienne Suter e l'italiana Nadia Fanchini. Lara Gut è diventata in questo modo anche l'atleta più giovane, con 17 anni e 8 mesi, a vincere in un supergigante. Nel febbraio successivo ha poi esordito ai Campionati mondiali nella rassegna iridata di Val-d'Isère dove ha vinto due medaglie d'argento, nella discesa libera dietro alla statunitense Lindsey Vonn e nella supercombinata preceduta dall'austriaca Kathrin Zettel; si è inoltre classificata 7ª nel supergigante e non ha completato lo slalom gigante.
Durante gli allenamenti in vista della stagione 2009-2010 ha subito il primo grave infortunio della carriera: durante una sessione di allenamento in slalom gigante è caduta lussandosi l'anca destra, il che l'ha costretta a un'operazione e alla rinuncia ai XXI Giochi olimpici invernali di Vancouver 2010. È tornata alle gare nella stagione 2010-2011 e ai Mondiali di Garmisch-Partenkirchen si è piazzata 4ª nella discesa libera, 4ª nel supergigante, 20ª nello slalom gigante e non ha completato la supercombinata. Dopo una stagione 2011-2012 priva di successi, la stagione 2012-2013 si è aperta con la prima vittoria della Gut in discesa libera, ottenuta il 14 dicembre sul tracciato di Val-d'Isère. Il 5 febbraio seguente ha vinto poi la medaglia d'argento nel supergigante ai Mondiali di Schladming, dove è stata anche 16ª nella discesa libera, 7ª nello slalom gigante e non ha concluso la supercombinata.

### Stagioni 2014-2016

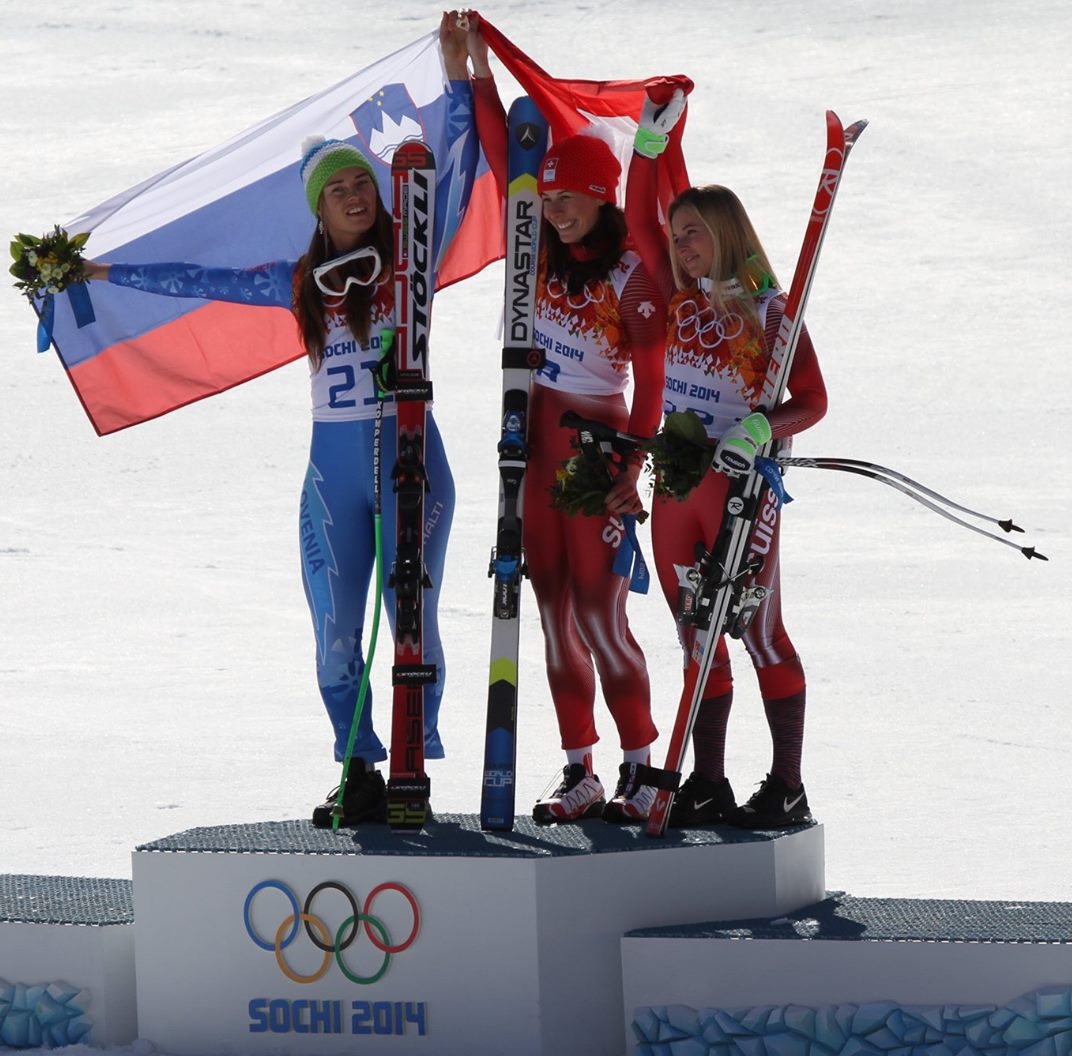
Gut (bronzo, a destra) sul podio della discesa libera a con Tina Maze (a sinistra) e Dominique Gisin (al centro), oro ex aequo

In avvio della stagione 2013-2014 in Coppa del Mondo ha vinto il primo slalom gigante, la prima discesa libera e il primo supergigante dell'annata; dopo aver ottenuto complessivamente nove podi con sette vittorie, ha concluso la stagione al 3º posto nella classifica generale e si è aggiudicata la Coppa del Mondo di supergigante. Il 14 febbraio 2014 ha ottenuto la medaglia di bronzo nella discesa libera ai XXII Giochi olimpici invernali di Soči 2014. Nel corso di quella sua prima presenza olimpica si è inoltre classificata 4ª nel supergigante, 9ª nello slalom gigante e non ha concluso la supercombinata.
L'anno dopo ai Mondiali di Vail/Beaver Creek 2015 si è aggiudicata la medaglia di bronzo nella discesa libera, ha chiuso al 7º posto nel supergigante, al 5º nella combinata e non ha terminato lo slalom gigante. Nella stagione 2015-2016 si è aggiudicata la Coppa del Mondo generale, con 287 punti di vantaggio sulla Vonn e per la seconda volta in carriera la Coppa di supergigante; i suoi podi stagionali sono stati tredici, con sei vittorie. È risultata inoltre 2ª nella classifica della Coppa del Mondo di combinata (con 38 punti in meno della connazionale Wendy Holdener) e 3ª in quella di slalom gigante.

### Stagioni 2017-2021
Ai Mondiali di Sankt Moritz 2017 ha vinto la medaglia di bronzo nel supergigante e non ha completato la combinata: infortunatasi ai legamenti del ginocchio sinistro, ha chiuso anzitempo la stagione. Ai XXIII Giochi olimpici invernali di Pyeongchang 2018 si è classificata 4ª nel supergigante e non ha completato la discesa libera e lo slalom gigante; l'anno dopo ai Mondiali di Åre 2019 è stata 8ª nella discesa libera, 9ª nel supergigante, 21ª nello slalom gigante e non ha completato la combinata.
Ai Mondiali di Cortina d'Ampezzo 2021 ha vinto la medaglia d'oro nel supergigante e nello slalom gigante, quella di bronzo nella discesa libera e non si è qualificata per la finale nello slalom parallelo. In quella stessa stagione in Coppa del Mondo ha vinto per la terza volta la Coppa del Mondo di supergigante, con 202 punti di vantaggio su Federica Brignone, e si è classificata 2ª nella classifica generale, a 160 punti da Petra Vlhová, e 3ª in quella di discesa libera; i suoi podi stagionali sono stati 10, con 6 vittorie.

### Stagioni 2022-2025
L'anno dopo ai XXIV Giochi olimpici invernali di Pechino 2022 ha vinto la medaglia d'oro nel supergigante, quella di bronzo nello slalom gigante e si è classificata 16ª nella discesa libera. Ai Mondiali di Courchevel/Méribel 2023 si è classificata 9ª nella discesa libera, 6ª nel supergigante, 4ª nello slalom gigante e non ha completato la combinata; al termine della stagione 2022-2023 ha conquistato la sua quarta Coppa del Mondo di supergigante, con 45 punti di vantaggio su Federica Brignone.
Nella stagione 2023-2024 ha vinto sia la Coppa del Mondo generale, sia quelle di supergigante e di slalom gigante, superando in tutte e tre le classifiche Federica Brignone (rispettivamente di 135, 20 e 21 punti); è stata inoltre 2ª nella Coppa del Mondo di discesa libera, sopravanzata da Cornelia Hütter di 28 punti. I suoi podi stagionali sono stati 16, con 8 vittorie. Ai Mondiali di Saalbach-Hinterglemm 2025 ha vinto la medaglia d'argento nella combinata a squadre (in coppia con Wendy Holdener), si è piazzata 5ª nello slalom gigante, 8ª nel supergigante e non ha completato la discesa libera. Al termine della stagione 2024-2025 ha vinto per la sesta volta la Coppa del Mondo di supergigante (nuovo record per la specialità) con 35 punti di vantaggio su Federica Brignone e si è piazzata 2ª nella classifica generale (superata da Federica Brignone di 322 punti); i suoi podi stagionali sono stati 10, con 3 vittorie.

## Palmarès

### Olimpiadi
- 3 medaglie:
  - 1 oro (supergigante a Pechino 2022)
  - 2 bronzi (discesa libera a Soči 2014; slalom gigante a Pechino 2022)

### Mondiali
- 9 medaglie:
  - 2 ori (supergigante, slalom gigante a Cortina d'Ampezzo 2021)
  - 4 argenti (discesa libera, supercombinata a Val-d'Isère 2009; supergigante a Schladming 2013; combinata a squadre a Saalbach-Hinterglemm 2025)
  - 3 bronzi (discesa libera a Vail/Beaver Creek 2015; supergigante a Sankt Moritz 2017, discesa libera a Cortina d'Ampezzo 2021)

### Mondiali juniores
- 2 medaglie:
  - 2 argenti (discesa libera a Altenmarkt-Zauchensee/Flachau 2007; discesa libera a Formigal 2008)

### Coppa del Mondo

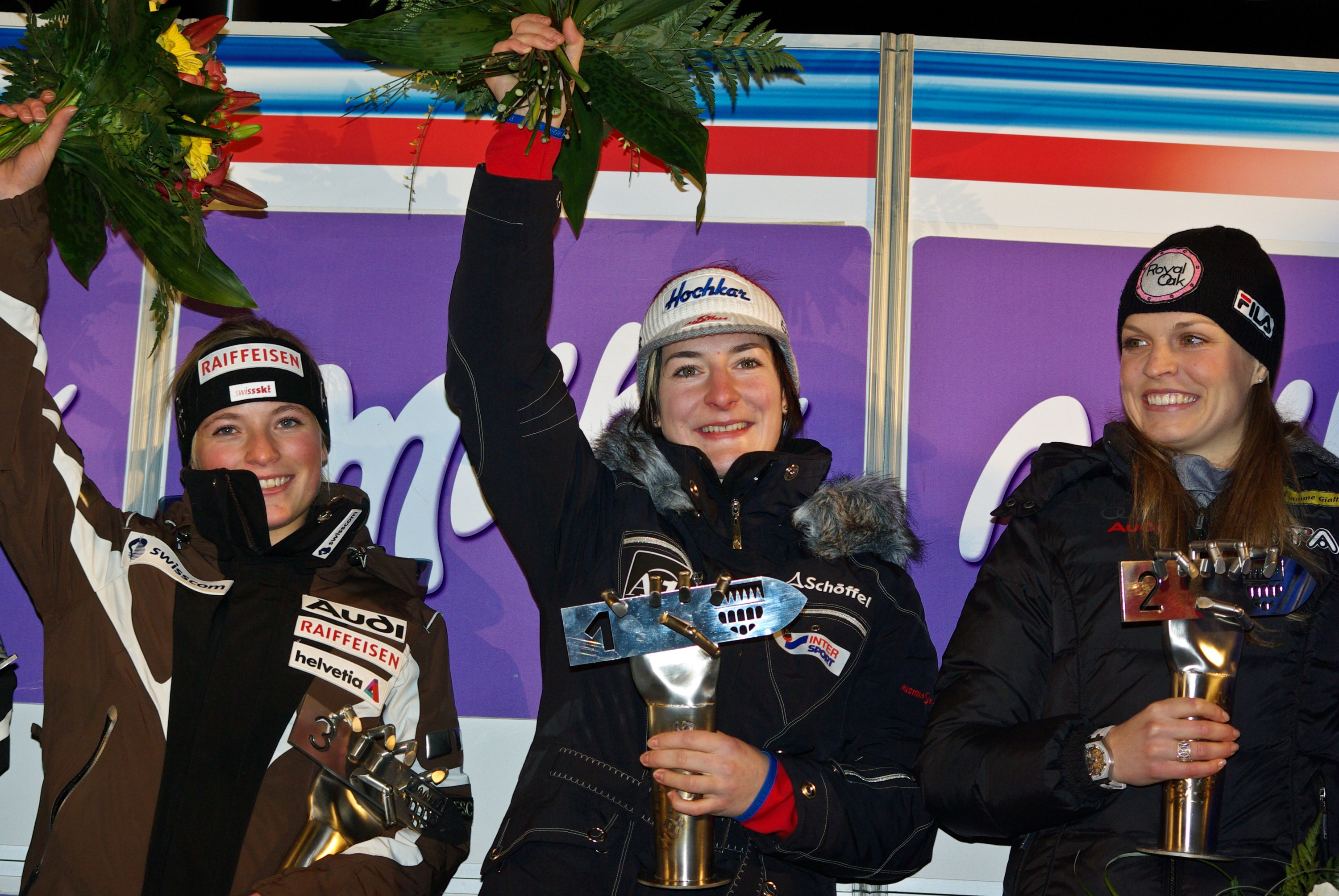
Gut (a sinistra) sul podio dello slalom gigante di Semmering del 2008, accanto alla vincitrice Kathrin Zettel (al centro) e alla seconda classificata Manuela Mölgg (a destra)

- Vincitrice della Coppa del Mondo nel 2016 e nel 2024
- Vincitrice della Coppa del Mondo di supergigante nel 2014, nel 2016, nel 2021, nel 2023, nel 2024 e nel 2025
- Vincitrice della Coppa del Mondo di slalom gigante nel 2024
- 100 podi:
  - 48 vittorie
  - 28 secondi posti
  - 24 terzi posti

#### Coppa del Mondo - vittorie
| Data             | Località               | Paese       | Specialità |
| ---------------- | ---------------------- | ----------- | ---------- |
| 20 dicembre 2008 | Sankt Moritz           | Svizzera    | SG         |
| 9 gennaio 2011   | Altenmarkt-Zauchensee  | Austria     | SG         |
| 14 dicembre 2012 | Val-d'Isère            | Francia     | DH         |
| 26 ottobre 2013  | Sölden                 | Austria     | GS         |
| 29 novembre 2013 | Beaver Creek           | Stati Uniti | DH         |
| 30 novembre 2013 | Beaver Creek           | Stati Uniti | SG         |
| 8 dicembre 2013  | Lake Louise            | Canada      | SG         |
| 26 gennaio 2014  | Cortina d'Ampezzo      | Italia      | SG         |
| 12 marzo 2014    | Lenzerheide            | Svizzera    | DH         |
| 13 marzo 2014    | Lenzerheide            | Svizzera    | SG         |
| 7 dicembre 2014  | Lake Louise            | Canada      | SG         |
| 24 gennaio 2015  | Sankt Moritz           | Svizzera    | DH         |
| 27 novembre 2015 | Aspen                  | Stati Uniti | GS         |
| 18 dicembre 2015 | Val-d'Isère            | Francia     | KB         |
| 19 dicembre 2015 | Val-d'Isère            | Francia     | DH         |
| 28 dicembre 2015 | Lienz                  | Austria     | GS         |
| 7 febbraio 2016  | Garmisch-Partenkirchen | Germania    | SG         |
| 19 febbraio 2016 | La Thuile              | Italia      | DH         |
| 22 ottobre 2016  | Sölden                 | Austria     | GS         |
| 4 dicembre 2016  | Lake Louise            | Canada      | SG         |
| 18 dicembre 2016 | Val-d'Isère            | Francia     | SG         |
| 22 gennaio 2017  | Garmisch-Partenkirchen | Germania    | SG         |
| 28 gennaio 2017  | Cortina d'Ampezzo      | Italia      | DH         |
| 21 gennaio 2018  | Cortina d'Ampezzo      | Italia      | SG         |
| 21 febbraio 2020 | Crans-Montana          | Svizzera    | DH         |
| 22 febbraio 2020 | Crans-Montana          | Svizzera    | DH         |
| 10 gennaio 2021  | Sankt Anton am Arlberg | Austria     | SG         |
| 24 gennaio 2021  | Crans-Montana          | Svizzera    | SG         |
| 30 gennaio 2021  | Garmisch-Partenkirchen | Germania    | SG         |
| 1º febbraio 2021 | Garmisch-Partenkirchen | Germania    | SG         |
| 26 febbraio 2021 | Val di Fassa           | Italia      | DH         |
| 27 febbraio 2021 | Val di Fassa           | Italia      | DH         |
| 11 dicembre 2021 | Sankt Moritz           | Svizzera    | SG         |
| 15 gennaio 2022  | Altenmarkt-Zauchensee  | Austria     | DH         |
| 26 novembre 2022 | Killington             | Stati Uniti | GS         |
| 15 gennaio 2023  | Sankt Anton am Arlberg | Austria     | SG         |
| 16 marzo 2023    | Soldeu                 | Andorra     | SG         |
| 28 ottobre 2023  | Sölden                 | Austria     | GS         |
| 25 novembre 2023 | Killington             | Stati Uniti | GS         |
| 14 gennaio 2024  | Altenmarkt-Zauchensee  | Austria     | SG         |
| 28 gennaio 2024  | Cortina d'Ampezzo      | Italia      | SG         |
| 30 gennaio 2024  | Plan de Corones        | Italia      | GS         |
| 10 febbraio 2024 | Soldeu                 | Andorra     | GS         |
| 16 febbraio 2024 | Crans-Montana          | Svizzera    | DH         |
| 2 marzo 2024     | Kvitfjell              | Norvegia    | SG         |
| 26 gennaio 2025  | Garmisch-Partenkirchen | Germania    | SG         |
| 23 marzo 2025    | Sun Valley             | Stati Uniti | SG         |
| 25 marzo 2025    | Sun Valley             | Stati Uniti | GS         |

Legenda:

DH = discesa libera

SG = supergigante

GS = slalom gigante

KB = combinata

#### Coppa del Mondo - gare a squadre
- 2 podi:
  - 1 secondo posto
  - 1 terzo posto

### Coppa Europa
- Vincitrice della Coppa Europa nel 2008
- Vincitrice della classifica di discesa libera nel 2008
- Vincitrice della classifica di supergigante nel 2008
- 14 podi:
  - 7 vittorie
  - 4 secondi posti
  - 3 terzi posti

#### Coppa Europa - vittorie
| Data             | Località  | Paese   | Specialità |
| ---------------- | --------- | ------- | ---------- |
| 15 gennaio 2008  | Caspoggio | Italia  | DH         |
| 16 gennaio 2008  | Caspoggio | Italia  | DH         |
| 17 gennaio 2008  | Caspoggio | Italia  | SG         |
| 18 gennaio 2008  | Caspoggio | Italia  | SG         |
| 18 febbraio 2008 | Soldeu    | Andorra | GS         |
| 6 marzo 2008     | Haus      | Austria | SG         |
| 6 marzo 2008     | Haus      | Austria | SG         |

Legenda:

DH = discesa libera

SG = supergigante

GS = slalom gigante

### South American Cup
- Miglior piazzamento in classifica generale: 15ª nel 2014
- 2 podi:
  - 1 vittoria
  - 1 terzo posto

#### South American Cup - vittorie
| Data             | Località | Paese | Specialità |
| ---------------- | -------- | ----- | ---------- |
| 4 settembre 2009 | La Parva | Cile  | DH         |

Legenda:

DH = discesa libera

### Campionati svizzeri
- 3 medaglie[10]:
  - 2 ori (supergigante nel 2007; slalom gigante nel 2012)
  - 1 argento (slalom gigante nel 2013)

## Statistiche

### Podi in Coppa del Mondo
Con la vittoria in supergigante ottenuta il 25 marzo 2025 a Sun Valley diventa la prima sciatrice donna a completare una tripla doppia, imponendosi in almeno 10 gare in discesa, supergigante e slalom gigante, grazie alle 10 vittorie in supergigante a cui si aggiungo 24 primi posti in supergigante e 13 in discesa.
| Stagione/Specialità | Discesa libera         | Discesa libera         | Discesa libera         | Supergigante           | Supergigante           | Supergigante           | Slalom gigante         | Slalom gigante         | Slalom gigante         | Combinata              | Combinata              | Combinata              | Slalom parallelo       | Slalom parallelo       | Slalom parallelo       | Podi totali            |
| ------------------- | ---------------------- | ---------------------- | ---------------------- | ---------------------- | ---------------------- | ---------------------- | ---------------------- | ---------------------- | ---------------------- | ---------------------- | ---------------------- | ---------------------- | ---------------------- | ---------------------- | ---------------------- | ---------------------- |
| Stagione/Specialità | 1º                     | 2º                     | 3º                     | 1º                     | 2º                     | 3º                     | 1º                     | 2º                     | 3º                     | 1º                     | 2º                     | 3º                     | 1º                     | 2º                     | 3º                     | Podi totali            |
| 2008                |                        |                        | 1                      |                        |                        |                        |                        |                        |                        |                        |                        |                        |                        |                        |                        | 1                      |
| 2009                |                        |                        |                        | 1                      |                        |                        |                        |                        | 1                      |                        |                        |                        |                        |                        |                        | 2                      |
| 2010                | stagione non disputata | stagione non disputata | stagione non disputata | stagione non disputata | stagione non disputata | stagione non disputata | stagione non disputata | stagione non disputata | stagione non disputata | stagione non disputata | stagione non disputata | stagione non disputata | stagione non disputata | stagione non disputata | stagione non disputata | stagione non disputata |
| 2011                |                        | 1                      | 1                      | 1                      |                        | 1                      |                        |                        |                        |                        |                        |                        |                        |                        |                        | 4                      |
| 2012                |                        |                        |                        |                        |                        |                        |                        |                        |                        |                        |                        |                        |                        |                        |                        | 0                      |
| 2013                | 1                      |                        |                        |                        |                        |                        |                        |                        | 1                      |                        |                        |                        |                        |                        |                        | 2                      |
| 2014                | 2                      |                        |                        | 4                      |                        |                        | 1                      | 1                      | 1                      |                        |                        |                        |                        |                        |                        | 9                      |
| 2015                | 1                      |                        |                        | 1                      |                        |                        |                        |                        |                        |                        |                        |                        |                        |                        |                        | 2                      |
| 2016                | 2                      |                        | 1                      | 1                      | 3                      |                        | 2                      | 1                      | 1                      | 1                      |                        | 1                      |                        |                        |                        | 13                     |
| 2017                | 1                      | 2                      |                        | 3                      |                        |                        | 1                      |                        | 2                      |                        |                        |                        |                        |                        |                        | 9                      |
| 2018                |                        |                        |                        | 1                      | 2                      |                        |                        |                        |                        |                        |                        |                        |                        |                        |                        | 3                      |
| 2019                |                        |                        |                        |                        | 1                      | 1                      |                        |                        |                        |                        |                        |                        |                        |                        |                        | 2                      |
| 2020                | 2                      |                        |                        |                        |                        | 1                      |                        |                        |                        |                        |                        |                        |                        |                        |                        | 3                      |
| 2021                | 2                      | 1                      |                        | 4                      | 1                      |                        |                        | 1                      |                        |                        |                        |                        |                        |                        | 1                      | 10                     |
| 2022                | 1                      |                        |                        | 1                      | 1                      | 1                      |                        | 1                      |                        |                        |                        |                        |                        |                        |                        | 5                      |
| 2023                |                        |                        | 1                      | 2                      |                        | 2                      | 1                      | 2                      | 1                      |                        |                        |                        |                        |                        |                        | 9                      |
| 2024                | 1                      | 1                      | 1                      | 3                      | 1                      | 2                      | 4                      | 2                      | 1                      |                        |                        |                        |                        |                        |                        | 16                     |
| 2025                |                        |                        | 1                      | 2                      | 4                      |                        | 1                      | 2                      |                        |                        |                        |                        |                        |                        |                        | 10                     |
| Totale              | 13                     | 5                      | 6                      | 24                     | 13                     | 8                      | 10                     | 10                     | 8                      | 1                      | 0                      | 1                      | 0                      | 0                      | 1                      | 100                    |
| Totale              | 24                     | 24                     | 24                     | 45                     | 45                     | 45                     | 28                     | 28                     | 28                     | 2                      | 2                      | 2                      | 1                      | 1                      | 1                      | 100                    |

## Riconoscimenti
- Sportiva svizzera dell'anno nel 2016, nel 2023 e nel 2024